# Hércules de Miranda
Hércules de Miranda, általában egyszerűen Hércules (Guaxupé, 1912. július 2. – Rio de Janeiro, 1982. szeptember 3.) brazil labdarúgócsatár.

## Pályafutása

### Klubcsapatokban
A CA Juventusnál kezdte a pályafutását São Paulóban, majd a São Paulo FC-nél játszott. Ezt követően Rio de Janeiro-ba ment, ahol a Fluminense együttesét erősítette. A Fluminense színeiben 176 meccsen 164 gólt szerzett. A klubbal ötször nyerte meg a Rio de Janeiro állam  bajnokságát. Pályafutását a Corinthians Paulistában fejezte be, ahol 73 mérkőzésen 53 gólt szerzett. 1943-ban 19 góllal együttese gólkirálya volt. 
Aktív karrierje után ingatlanügynökként dolgozott Rio de Janeiróban.

### A válogatottban
A válogatottban két meccsen lépett pályára az 1938-as világbajnokságon. 1939-ben és 1940-ben a Copa Rocán, 1940-ben pedig a Copa Río Brancón szerepelt.

## Sikerei, díjai
Fluminense
- Campeonato Carioca (5): 1936, 1937, 1938, 1940, 1941

## Fordítás
- Ez a szócikk részben vagy egészben  a   Hércules de Miranda című német Wikipédia-szócikk ezen változatának fordításán alapul.  Az eredeti cikk szerkesztőit annak laptörténete sorolja fel. Ez a jelzés csupán a megfogalmazás eredetét és a szerzői jogokat jelzi, nem szolgál a cikkben szereplő információk forrásmegjelöléseként.